# Comuna Babîci, Muncaci
Babîci (în ucraineană Бабичі) este o comună în raionul Muncaci, regiunea Transcarpatia, Ucraina, formată din satele Babîci (reședința) și Dilok.

## Demografie
Componența lingvistică a comunei Babîci
     Ucraineană (99,69%)
     Alte limbi (0,32%)
Conform recensământului din 2001, majoritatea populației comunei Babîci era vorbitoare de ucraineană (99,69%), existând în minoritate și vorbitori de alte limbi.